# Rufus Cole
Rufus Ivory Cole (* 30. April 1872 in Rowsburg, Ohio; † 20. April 1966 in Washington, D.C.) war ein US-amerikanischer Internist. Er gilt als Nestor der wissenschaftlichen klinischen Medizin in den Vereinigten Staaten.

## Leben und Wirken
Coles Vater war Arzt in Illinois. Ab 1892 studierte Rufus Cole an der University of Michigan, Ann Arbor, wo er 1896 einen Bachelor erwarb, anschließend an der Johns Hopkins University mit dem  M.D. als Abschluss des Medizinstudiums 1899. Seine klinische Ausbildung absolvierte er am Johns Hopkins Hospital, unter anderem bei William Osler. Cole wurde die Verantwortung für das mikrobiologische Labor übertragen, wo unter anderem er systematische Arbeiten zu Typhus durchführte. Unterbrochen von einem Forschungsaufenthalt 1903/1904 bei August von Wassermann am Robert Koch-Institut in Berlin blieb Cole bis 1909 am Johns Hopkins Hospital, wo er bis zum Oberarzt aufstieg.
1908 erhielt Cole einen Ruf auf die Position des Gründungsdirektors des Rockefeller Institute for Medical Research in New York City, das 1910 mit 50 Betten eröffnet wurde. Um Anregungen für die Ausrichtung des Krankenhauses mit ausdrücklichem Forschungsauftrag zu erhalten, reiste Cole 1909 in das Vereinigte Königreich und auf den europäischen Kontinent. Die fünf Krankheiten, die schwerpunktmäßig am Forschungskrankenhaus behandelt und erforscht werden sollten, waren Pneumonie (Lungenentzündung), Poliomyelitis, Syphilis, „Herzkrankheit“ und – auf besonderen Wunsch von Christian Archibald Herter, der vorübergehend zum Aufsichtsrat der Institution gehörte – Zöliakie (damals unter dem Namen intestinal infantilism). Cole selbst widmete sich der Erforschung der Pneumonie, die damals sowohl häufig war als auch eine hohe Sterblichkeit aufwies.
Cole und Mitarbeiter entwickelten ein Immunserum gegen Pneumokokken Typ I. Zu seiner Arbeitsgruppe gehörte auch der Kanadier Oswald T. Avery, der in Versuchen mit Pneumokokken nachwies, dass das Tragen genetischer Informationen das Wesen der Desoxyribonukleinsäure (DNA) sein muss. Im Vorfeld des Eintritts der Vereinigten Staaten in den Ersten Weltkrieg erhielt Cole vom Surgeon General of the United States Army den Auftrag, Ausbrüche von Lungenentzündung in Feldlagern zu untersuchen. Er konnte wichtige epidemiologische Fakten zur Verbreitung der Pneumokokken-Pneumonie erkennen und identifizierte Infektionen mit β-hämolysierenden Streptokokken als Komplikation der Masern als häufige Ursache von Lungenentzündungen.
Neben der Ausbildung zahlreicher führender klinischer Mediziner gehört die Etablierung der Ganztagstätigkeit der Ärzte – statt zusätzlicher Halbtagstätigkeit in privater Praxis – in akademischen Krankenhäusern zu Coles Verdiensten. Die klinische Tätigkeit am Patientenbett wurde unter seiner Führung zu einer eigenen wissenschaftlichen Disziplin. Coles Vorstellungen wurden zuerst am Krankenhaus der University of Chicago realisiert.
Cole heiratete 1908 Annie Hegeler, eine Tochter des Ingenieurs und Verlegers (Open Court Publishing Company, The Monist) Edward C. Hegeler. Das Paar hatte drei Töchter. Rufus Cole ging 1937 in den Ruhestand und zog nach Mount Kisco, New York. Hier widmete er sich der Gärtnerei und publizierte noch zu Englischen Landschaftsgärten und zur Sozial-, Politik- und Religionsgeschichte Englands im späten sechzehnten und gesamten siebzehnten Jahrhundert.
Cole starb in seinem 94. Lebensjahr an einer foudroyant verlaufenden Lungenentzündung, als er in Washington, D.C. weilte, um die Jessie Stevenson Kovalenko Medal für sein wissenschaftliches Werk entgegenzunehmen.

## Auszeichnungen (Auswahl)
- 1913 Harvey Lecture
- 1921 Mitglied der American Academy of Arts and Sciences[1]
- 1922 Mitglied der National Academy of Sciences[2]
- 1927 Ehrendoktorat der University of Chicago
- 1930 Harvey Lecture
- 1933 Ehrendoktorat der National University of Ireland
- 1938 Kober Medal der Association of American Physicians
- 1966 Jessie Stevenson Kovalenko Medal[3]